# Northampton (stacja kolejowa)
Northampton – stacja kolejowa w mieście Northampton, w hrabstwie Northamptonshire o znaczeniu regionalnym. Choć Northampton posiada obwodnicę kolejową, zatrzymują się tu również niektóre pociągi dalekobieżne i ekspresowe. 
Obecny budynek stacji, zwany "zamkiem" (castle station) zbudowano w roku 1959. 

## Ruch pasażerski
Stacja w Northampton obsługuje 657 004 pasażerów rocznie (dane za okres od kwietnia 2020 do marca 2021). Posiada bezpośrednie połączenia z następującymi większymi miejscowościami: Birmingham, Coventry, Liverpool, Londyn, Milton Keynes, Rugby.

## Obsługa pasażerów
Kasy biletowe, automaty biletowe, kiosk, WC, bar, poczekalnie klasy II, przystanek autobusowy, postój taksówek.